# Джабуа, Имения Степанович
Имения Степанович Джабуа (1928 год, село Ахалсопели, Зугдидский уезд, ССР Грузия) — звеньевой колхоза «Колхида» Зугдидского района, Грузинская ССР. Герой Социалистического Труда (1950).

## Биография
Родился в 1928 году в крестьянской семье в селе Ахалсопели Зугдидского уезда. Трудовую деятельность начал в годы Великой Отечественной войны на чайной плантации колхоза «Колхида» Зугдидского района. В послевоенное время — звеньевой в этом же колхозе.
В 1949 году звено под его руководством собрало в среднем с каждого гектара по 8071 килограммов сортового чайного листа с площади 2 гектара. Указом Президиума Верховного Совета СССР от 19 июля 1950 года удостоен звания Героя Социалистического Труда за «получение высоких урожаев сортового зелёного чайного листа и цитрусовых плодов в 1950 году» с вручением ордена Ленина и золотой медали «Серп и Молот» (№ 5254).
Этим же указом званием Героя Социалистического Труда были награждены председатель колхоза Калистрат Михайлович Шерозия, бригадиры Ян Парнаозович Джабуа, Лаврентий Ерастович Джоджуа, Ражден Константинович Кадария, звеньевые Даниел Учанович Дараселия, Владимир Владимирович Джабуа, колхозницы Ксения Тарасхановна Дараселия, Лена Алмасхановна Дараселия, Тамара Владимировна Латария и Ольга Тарасовна Рогава.
За выдающиеся трудовые достижения в 1950 году награждён вторым Орденом Ленина.
В последующем трудился бригадиром в родном колхозе. После выхода на пенсию проживал в родном селе Ахалсопели Зугдидского района.
Награды
- Герой Социалистического Труда
- Орден Ленина — дважды (1950; 14.11.1951)